# Bernardino del Castelletto
Bernardino del Castelletto (Lombardia, metà del XV secolo – Massa (Italia), 15??) è stato un pittore italiano, esponente del rinascimento apuano.

## Biografia

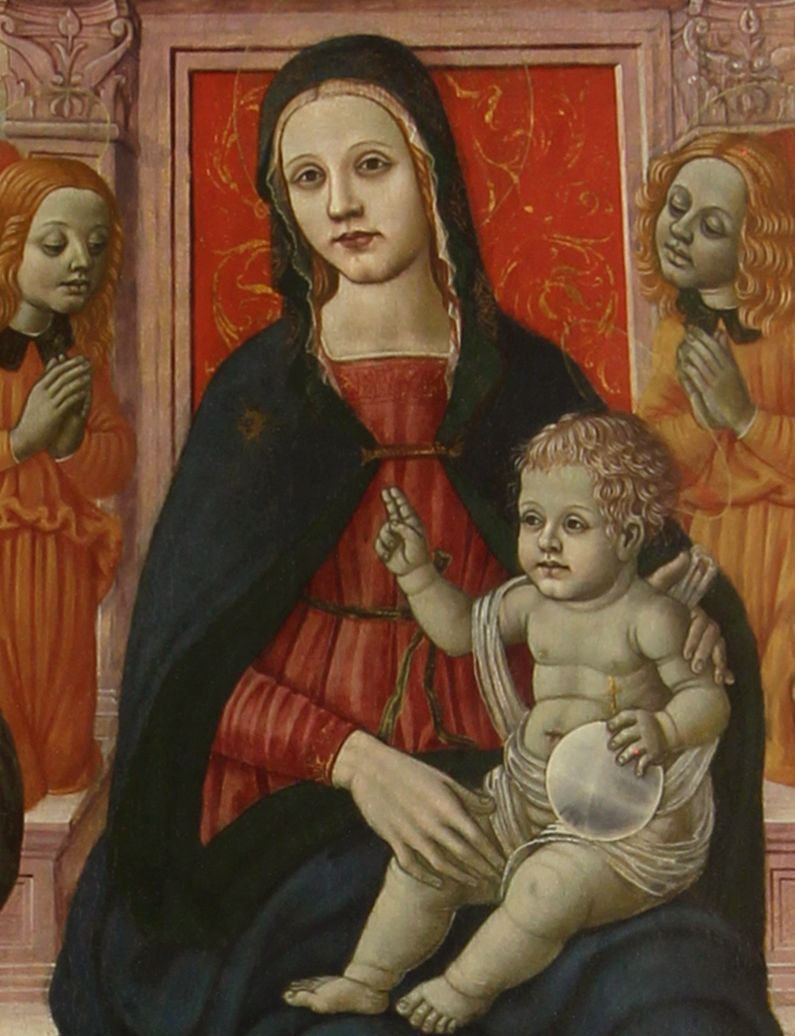
Madonna in trono col Bambino (Tavola di Santa Elisabetta, particolare)

Sono ben poche le notizie biografiche relative all'artista. Il suo nome, a parte la firma (BERNARDINVS DE CASTELLETTO - MASSE PINXIT A D.MCCCCLXXXX) apposta al dipinto Madonna con Bambino fra angeli e i santi Sisto e Pietro conservato nel Museo Nazionale di Villa Guinigi di Lucca, compare in due documenti ufficiali: in un rogito notarile quale testimone di una vendita effettuata nel 1481 a Massa (da cui si apprende che il nome del padre era Giovanni) e in un documento conservato nell'Arciconfraternita e Spedale dei Santi Iacopo e Cristoforo (oggi Chiesa parrocchiale dei santi Giacomo e Cristoforo) di Carrara, dove si fa riferimento a un dipinto di Bernardino del 1483, raffigurante una Pietà.

## Opere
Attualmente sono ascritte all'artista sei pale d'altare, una bandinella processionale (dipinta sui due lati), una serie di sei affreschi presenti in Italia e due frammenti di dipinti conservati in musei statunitensi (oltre alla Pietà di Carrara, andata perduta).
- Madonna con Bambino fra angeli e i santi Sisto e Pietro con sovrastante lunetta raffigurante Dio Padre, dipinta per la Chiesa di San Sisto a Pomezzana e attualmente conservata nel Museo Nazionale di Villa Guinigi, Lucca.
- Tavola di Santa Elisabetta, dipinta per l'antico Convento di Santa Elisabetta a Massa, poi nella cappella vescovile di Massa e attualmente conservata nel Museo diocesano della medesima città
- Trittico del duomo di Massa, dipinto per l'antica cattedrale di San Pietro di Bagnara e attualmente conservato nel duomo di Massa
- Tavola di San Pietro a Vico, Chiesa di San Pietro a Vico, San Pietro a Vico (LU)
- Trittico di Vallico di Sotto, Chiesa di San Jacopo, Vallico di Sotto (LU)
- Trittico di Sant'Anastasio[4], Chiesa di Sant'Anastasio, Piazza al Serchio (LU)
- Bandinella processionale (Chiesa di San Sisto a Pomezzana, LU) dipinta sui due lati con
  - Crocifissione tra i Santi Sisto e Rocco
  - Madonna Assunta e penitenti bianchi

- Angelo annunciante, Walters Art Gallery, Baltimora (tavola pervenuta al museo nel 1931, in origine collocata nell'antica Cattedrale di San Pietro di Bagnara[5])
- Dormitio Virginis, Yale University Art Gallery, New Haven
- Affreschi della Cappella, Castello Malaspina di Massa (Nascita di Gesù, che riempie l'intera parete centinata, a sinistra dell'ingresso dal salone, e Profeti, cinque lunette raffiguranti Davide sopra la porta di collegamento con il salone e altri profeti non identificabili, poiché troppo sbiaditi e lacunosi[6]).

## Galleria d'immagini

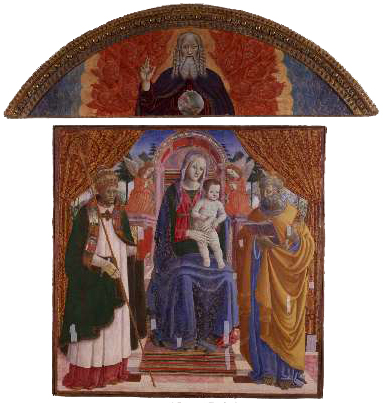
Madonna con Bambino fra angeli e santi, Museo Nazionale di Villa Guinigi, Lucca
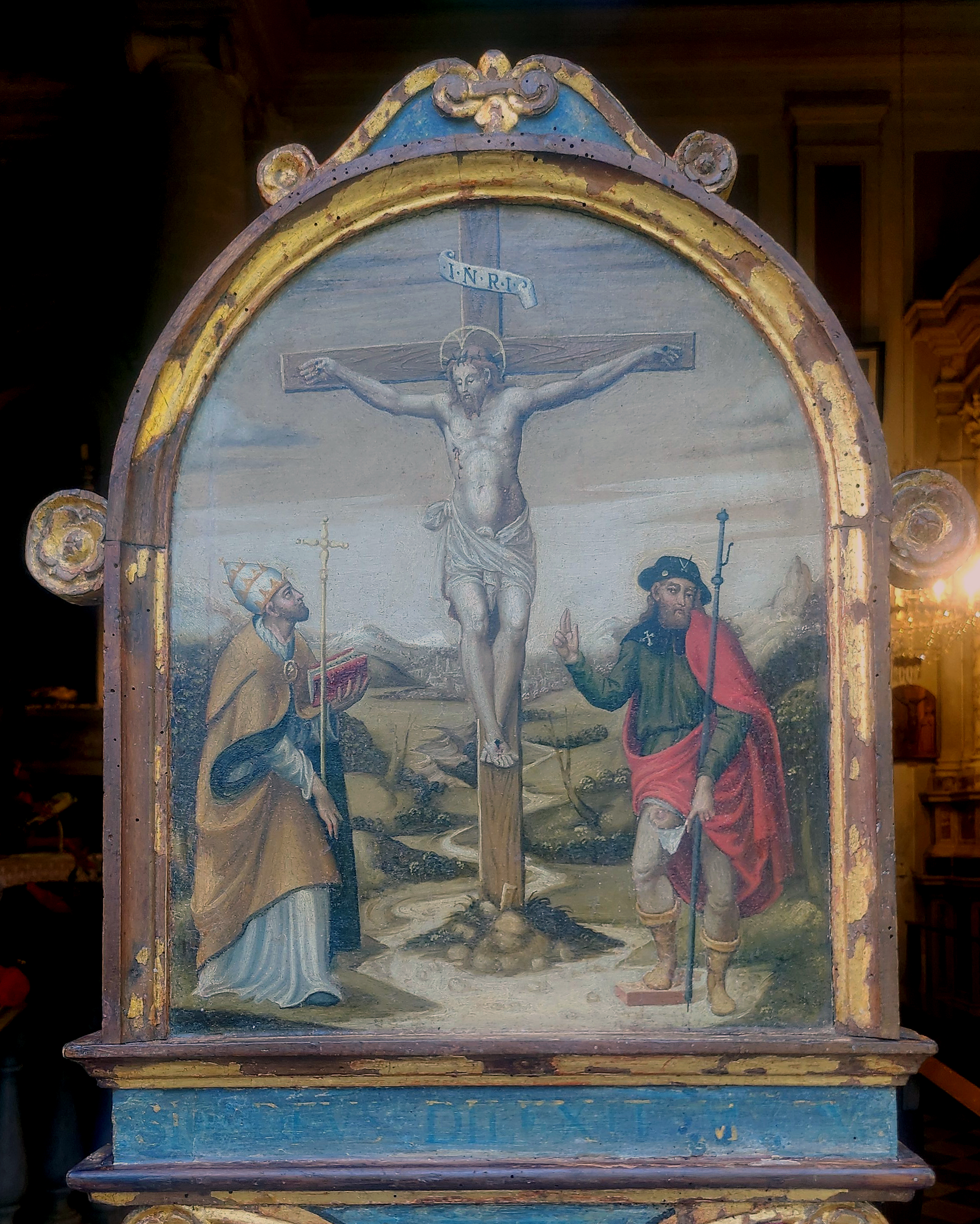
Crocifissione tra i Santi Sisto e Rocco, lato anteriore di bandinella processionale, Chiesa di San Sisto, Pomezzana
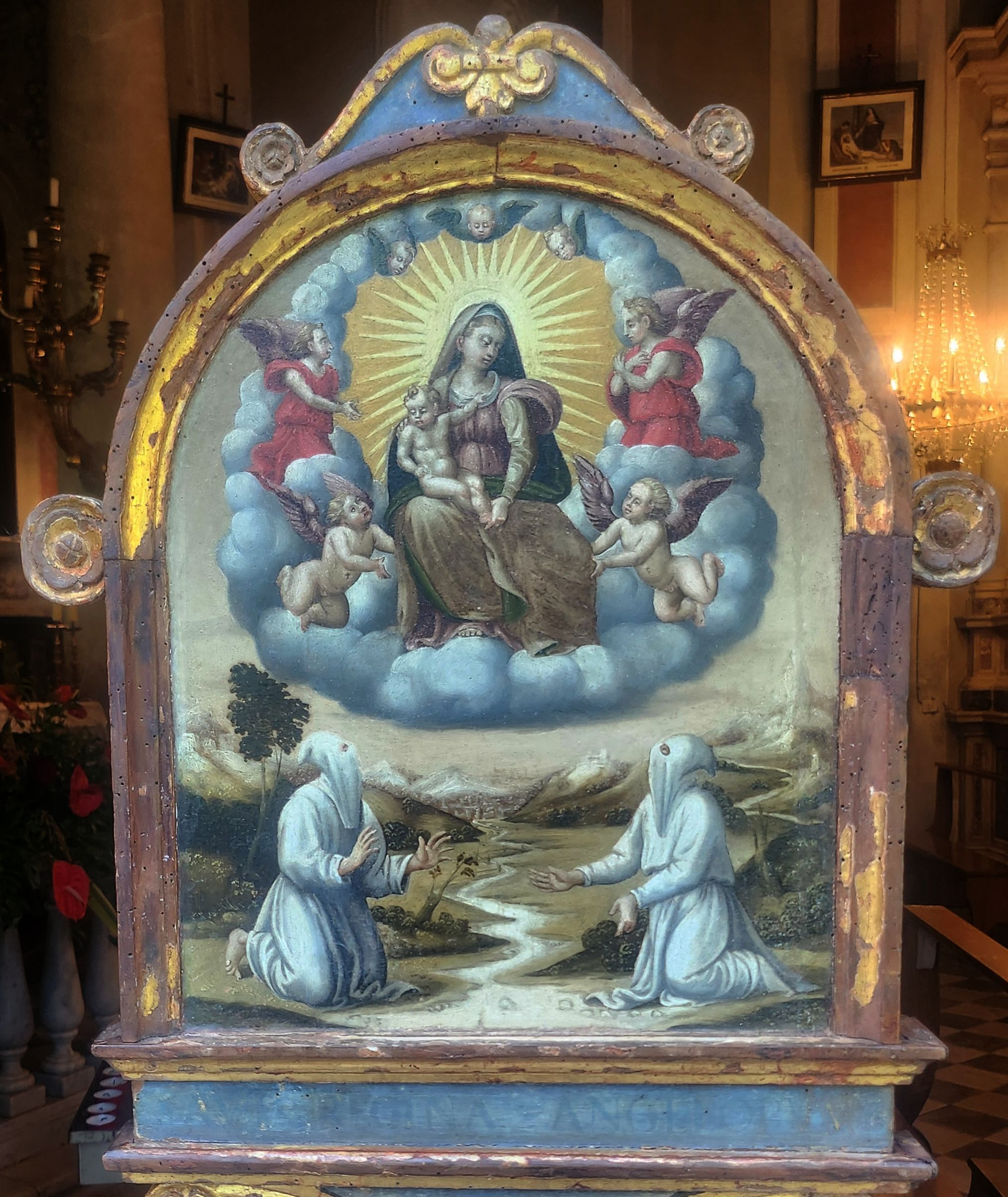
Madonna Assunta e penitenti bianchi, lato posteriore di bandinella processionale, Chiesa di San Sisto, Pomezzana
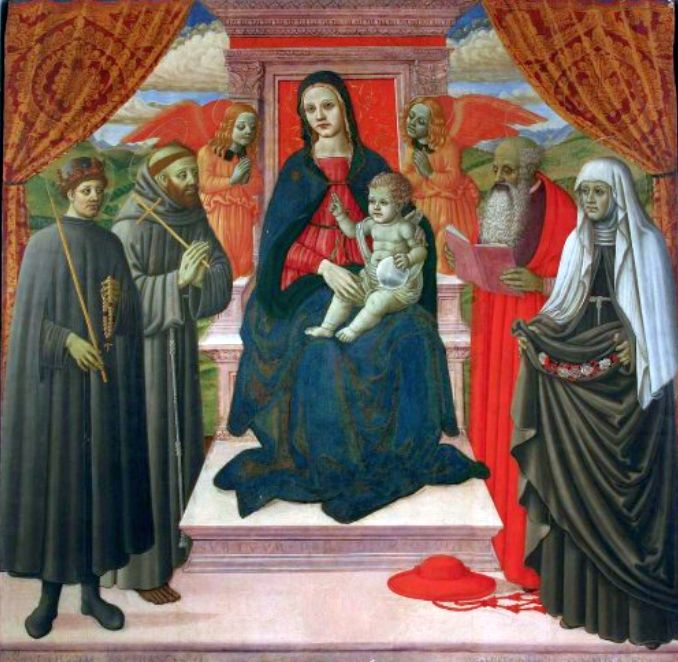
Tavola di Santa Elisabetta, Museo diocesano di Massa
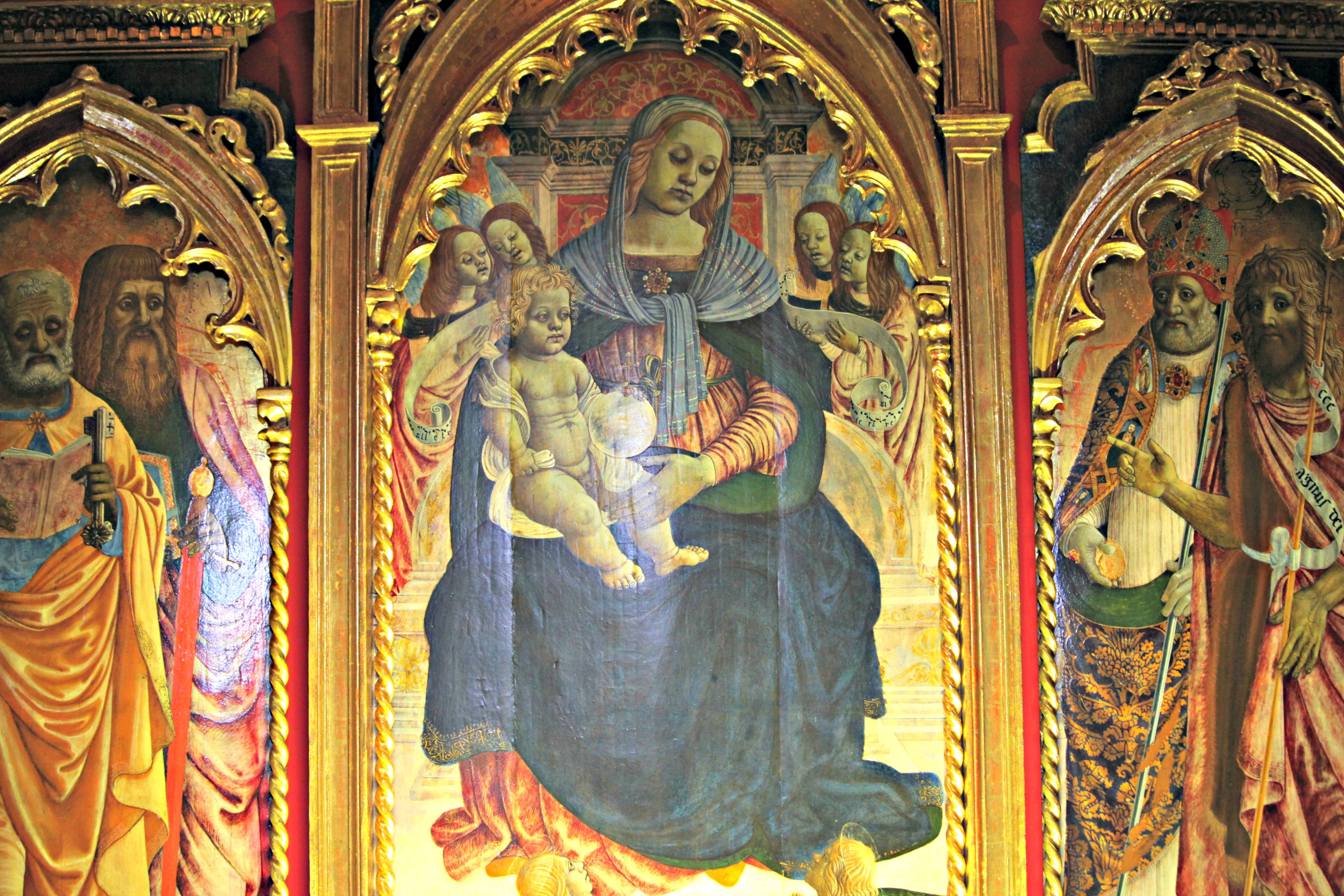
Trittico del Duomo di Massa
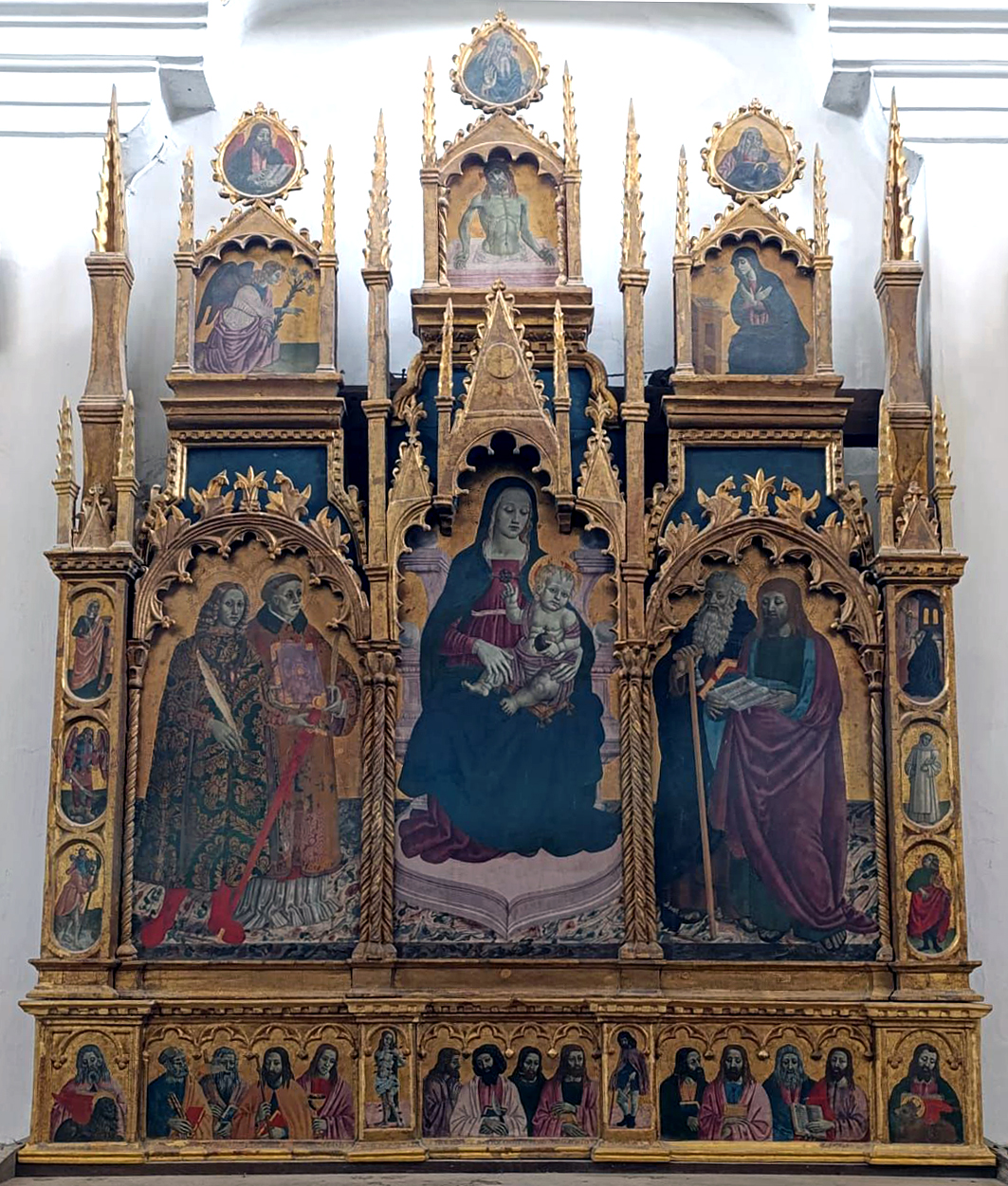
Trittico di Sant'Anastasio, Chiesa dei Santi Anastasio e Vincenzo, Piazza al Serchio
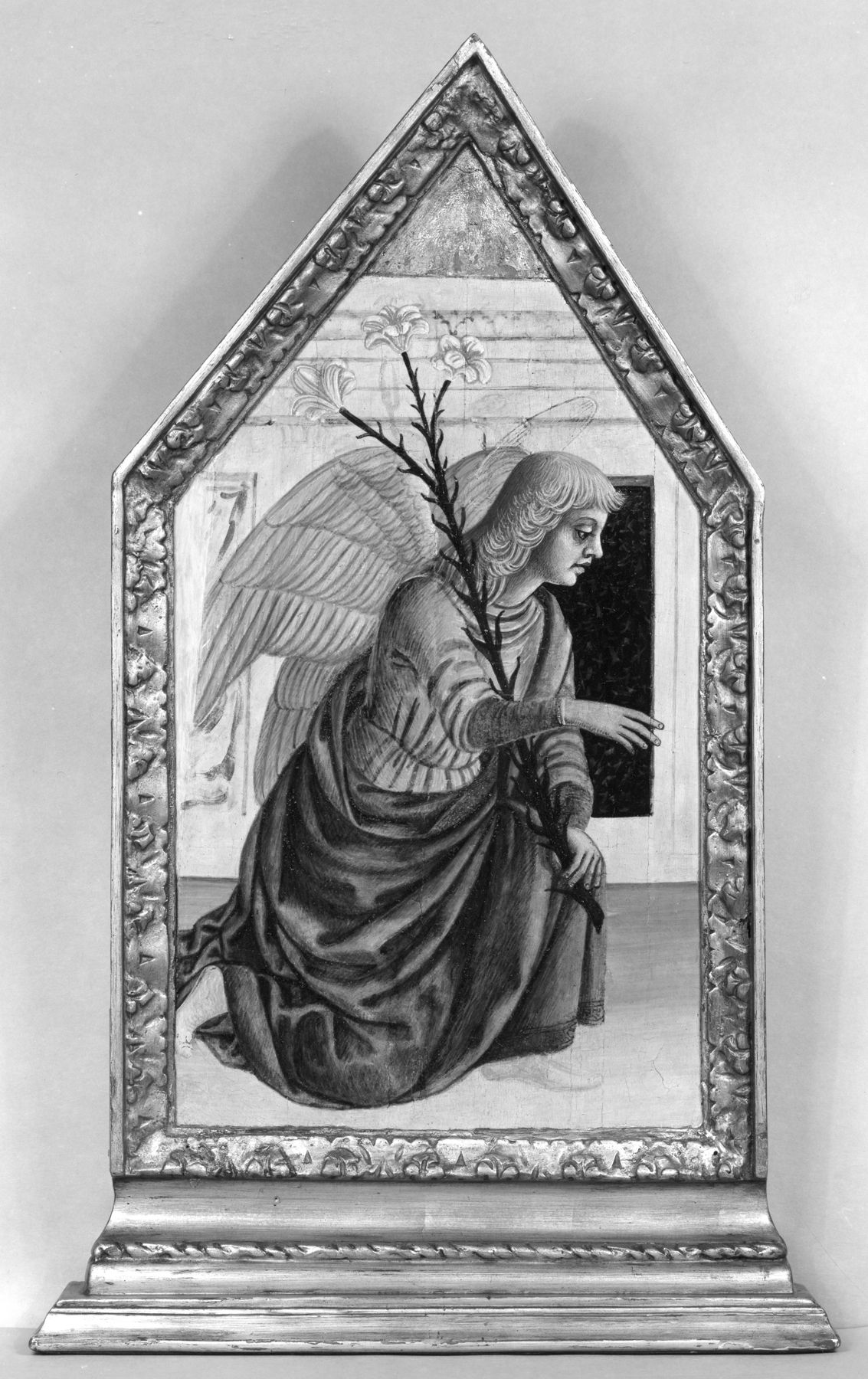
Angelo annunciante, Walters Art Gallery, Baltimora
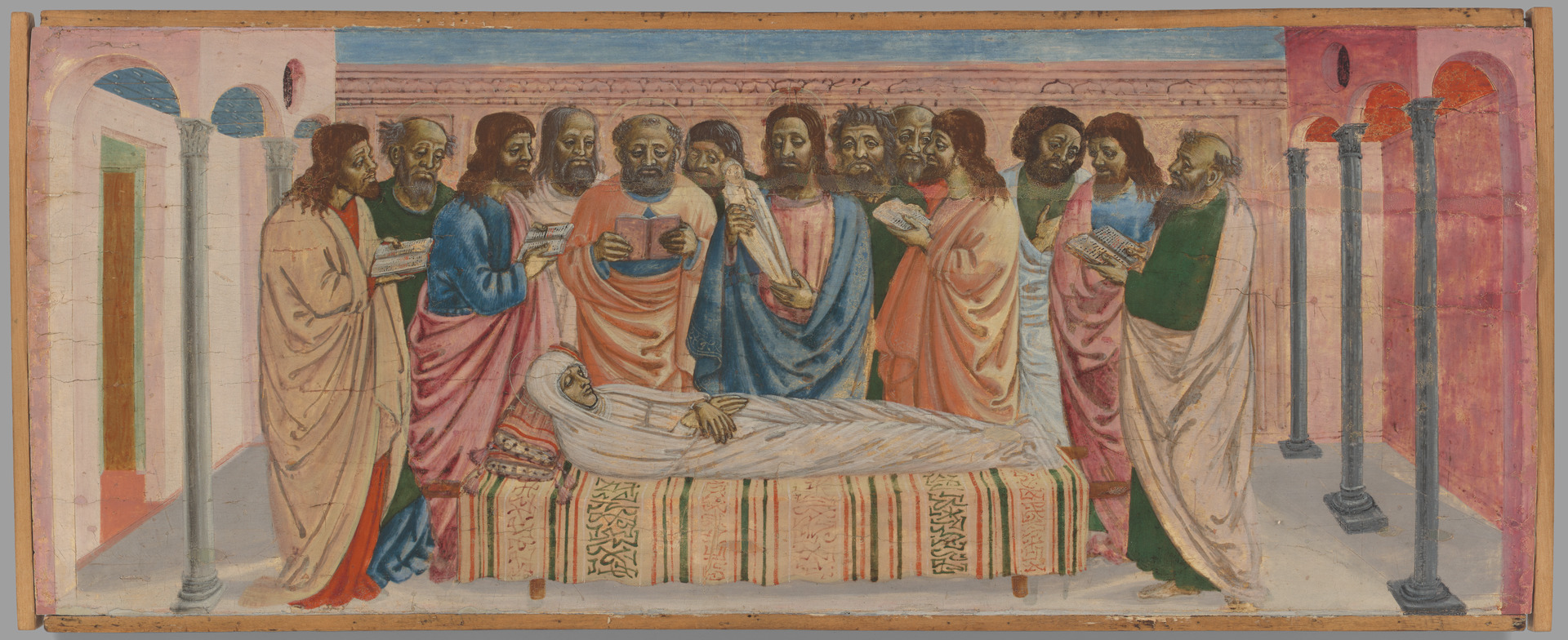
Dormitio Virginis, Yale University Art Gallery, New Haven
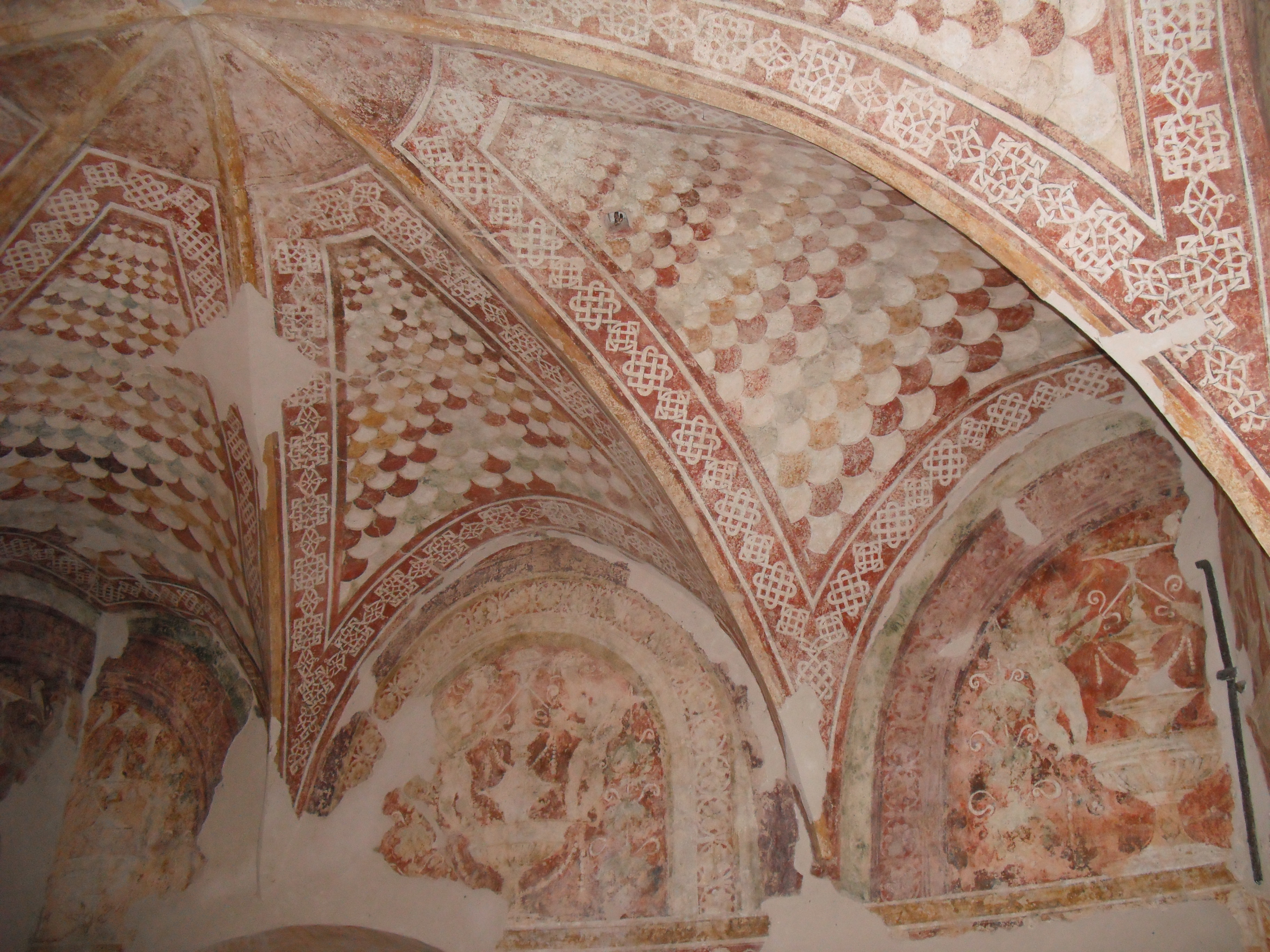
Affreschi della Cappella, Castello Malaspina, Massa